# Солонська сільська рада
| Солонська сільська рада — орган місцевого самоврядування у Дрогобицькому районі Львівської області з адміністративним центром у с. Солонське. Історична дата утворення: в 1939 році. Водоймища на території, підпорядкованій даній раді: річки Ріпчанка, Тисьмениця, Голубічка. Сільській раді підпорядковані населені пункти: - с. Солонське - с. Далява |

## Склад ради
Рада складається з 16 депутатів та голови.

### Керівний склад ради
| ПІБ                        | Основні відомості                                                                                   | Дата обрання | Дата звільнення |
| -------------------------- | --------------------------------------------------------------------------------------------------- | ------------ | --------------- |
| Кирик Михайло Євгенович    | Сільський голова, 1957 року народження, освіта, безпартійний                                        | 26.03.2006   | 31.10.2010      |
| Кирик Михайло Євгенович    | Сільський голова, 1957 року народження, освіта середня спеціальна, член Української Народної Партії | 31.10.2010   | 27.05.2012      |
| Дуплика Ярослав Григорович | Сільський голова, 1976 року народження, освіта вища, безпартійний                                   | 27.05.2012   |                 |

Примітка: таблиця складена за даними джерела